# Hórmeni

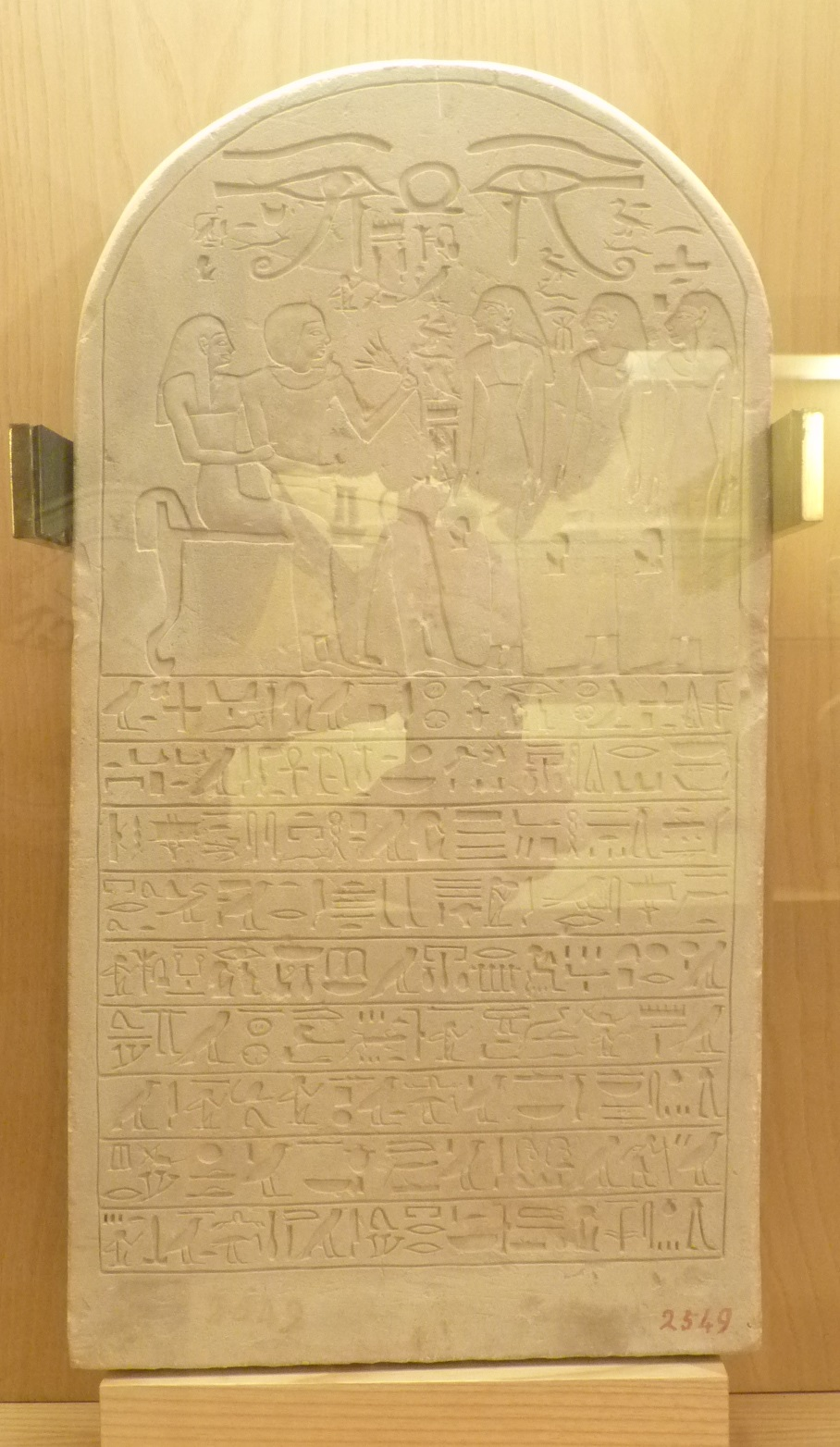
Hórmeni halotti sztéléje (Firenze, 2549)

Hórmeni (ḥrw-mnỉ; „Hórusz leszállt”) ókori egyiptomi tisztviselő volt, Nehen polgármestere a XVIII. dinasztia idején.

## Élete
Hórmeni életének részleteit sztéléjéről ismerjük, amely valószínűleg el-Kabból származik, és Ippolito Rosellini fedezte fel 1829 körül; jelenleg a firenzei Nemzeti Régészeti Múzeum gyűjteményében található (leltári szám: 2549). A sztélén Hórmeni felesége, Dzsiat és három lánya, Hórmeni, Ahmesz és Ahhotep kíséretében látható.
Pályafutását írnokként kezdte, majd a harmadik felső-egyiptomi nomosz fővárosának, Nehennek a vezetője lett. Fontos pozíciót töltött be az alsó-núbiai Wawatban is, ahol több évet is eltöltött, és a fáraónak járó éves adókat szedte be. Őutána ez a feladat egy újonnan alapított pozíció, a Kús alkirálya feladatköréhez tartozott; ezt a pozíciót először Jahmesz Szitaiet töltötte be.

## Lehetséges sírja
Talán az ő sírja az a sziklába vájt sír, amelyet a Burg el-Hamman felső teraszán fedeztek fel, az ókori Nehen területén. A sírt hivatalosan nem publikálták, de egy ásatási jelentés említi. Díszítése nehezen, de kivehető; a sírtulajdonos Hórmenit a neheni Hórusz előtt ábrázolják, az istenség sólyomfejű ember alakjában jelenik meg. Ízisz is szerepel a jelenetben, fején skorpiót visel; lehetséges, hogy Hedzsedet legkorábbi ábrázolásáról van szó. A szöveg említi I. Thotmeszt, ami időben a XVIII. dinasztia korára datálja; a sírtulajdonos talán azonos a firenzei sztélé tulajdonosával.

## Fordítás
- Ez a szócikk részben vagy egészben  a   Hormeni című angol Wikipédia-szócikk ezen változatának fordításán alapul.  Az eredeti cikk szerkesztőit annak laptörténete sorolja fel. Ez a jelzés csupán a megfogalmazás eredetét és a szerzői jogokat jelzi, nem szolgál a cikkben szereplő információk forrásmegjelöléseként.